# Moulin à vent de L'Isle-aux-Coudres
 (août 2011).
Le moulin à vent de L'Isle-aux-Coudres  est l'un des 18 derniers moulins à vent du Québec au Canada. Il a été classé Immeuble patrimonial en 1962.

## Identification

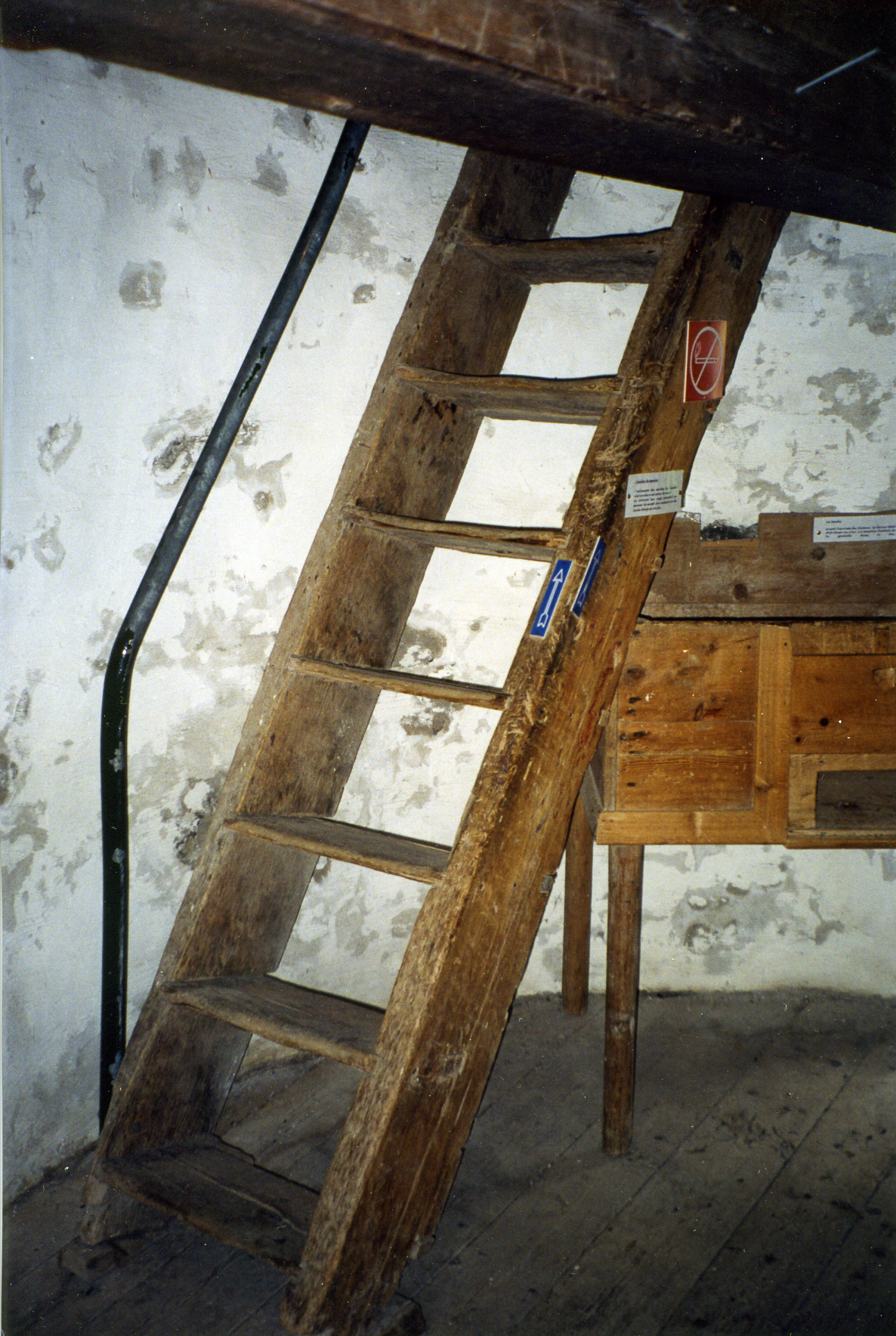
Escalier ou échelle de meunier, au Moulin à vent Desgagné de l'Isle-aux-Coudres, en 2001

- Nom du bâtiment : Moulin à vent Desgagnés
- Adresse civique : 247, chemin du Moulin
- Municipalité : L'Isle-aux-Coudres
- Propriété : Corporation à but non lucratif

## Construction
- Date de construction : 1836
- Nom du constructeur : Thomas Tremblay
- Nom du propriétaire initial : Séminaire de Québec

## Chronologie
- Évolution du bâtiment :
- Autres occupants ou propriétaires marquants :
  - 1850 : vendu à Augustin Dufour
  - 1887 : à Élie Bouchard
  - ... aux familles Desmeules, puis Desgagné
- Transformations majeures :
  - hélice à 6 pales, par Étienne Bouchard

Le moulin a été classé monument historique le 20 août 1962.

## Architecture
- tour en maçonnerie, faiblement conique à l'extérieur
- hauteur : 6,8 mètres
- base : 6,5 mètres
- épaisseur du mur : 1,5 mètre à la base
- portes : 2, opposées dans l'axe nord-sud
- fenêtre : une seule, en haut
- toit : conique, haut de 4,25 mètres
- épi de faitage, girouette
- queue du moulin, treuil, frein
- hélice à 4 pales
- maître-arbre, rouet, pignon, gros fer de meule, trémie, auget, moulanges, archures...

## Mise en valeur
- Constat de mise en valeur :
- Site d'origine : Oui
- Constat sommaire d'intégrité :
- Responsable :